# Bagnaria Arsa
Bagnaria Arsa (Bagnarie en friulano) es una población de 3.545 habitantes en la provincia de Udine, en la región autónoma de Friuli-Venecia Julia.

## Geografía

### Demografía
| Gráfica de evolución demográfica de Bagnaria Arsa entre 1861 y 2001 |
|                                                                     |
| Fuente ISTAT - elaboración gráfica de Wikipedia                     |

- Datos: Q53223
- Multimedia: Bagnaria Arsa / Q53223

1. ↑  Worldpostalcodes.org, código postal n.º 33050.
2. ↑  «Codici Catastali». Comuni-italiani.it (en italiano). Consultado el 29 de abril de 2017.